# ناکنک، آلاسکا
ناکنک (به انگلیسی: Naknek) شهری در بخش بریستول بی ایالت آلاسکا است که جمعیت آن در سرشماری سال ۲۰۰۰ میلادی ۶۷۸ نفر بوده‌است.